# Leitkreuz

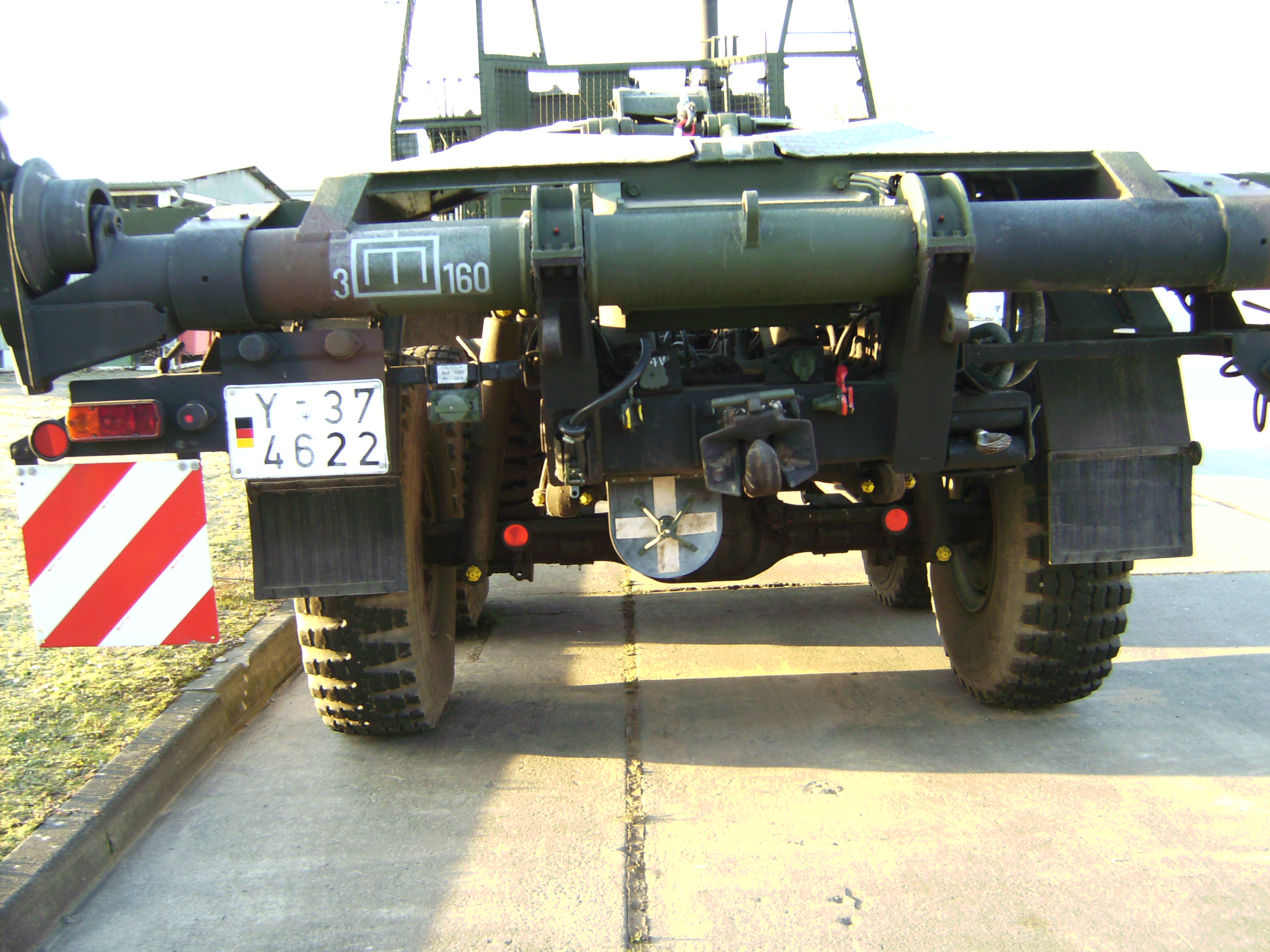
Anbringungsart des Leitkreuzes am MAN 7 to mil gl als FSB- und M-Boot-Transporter

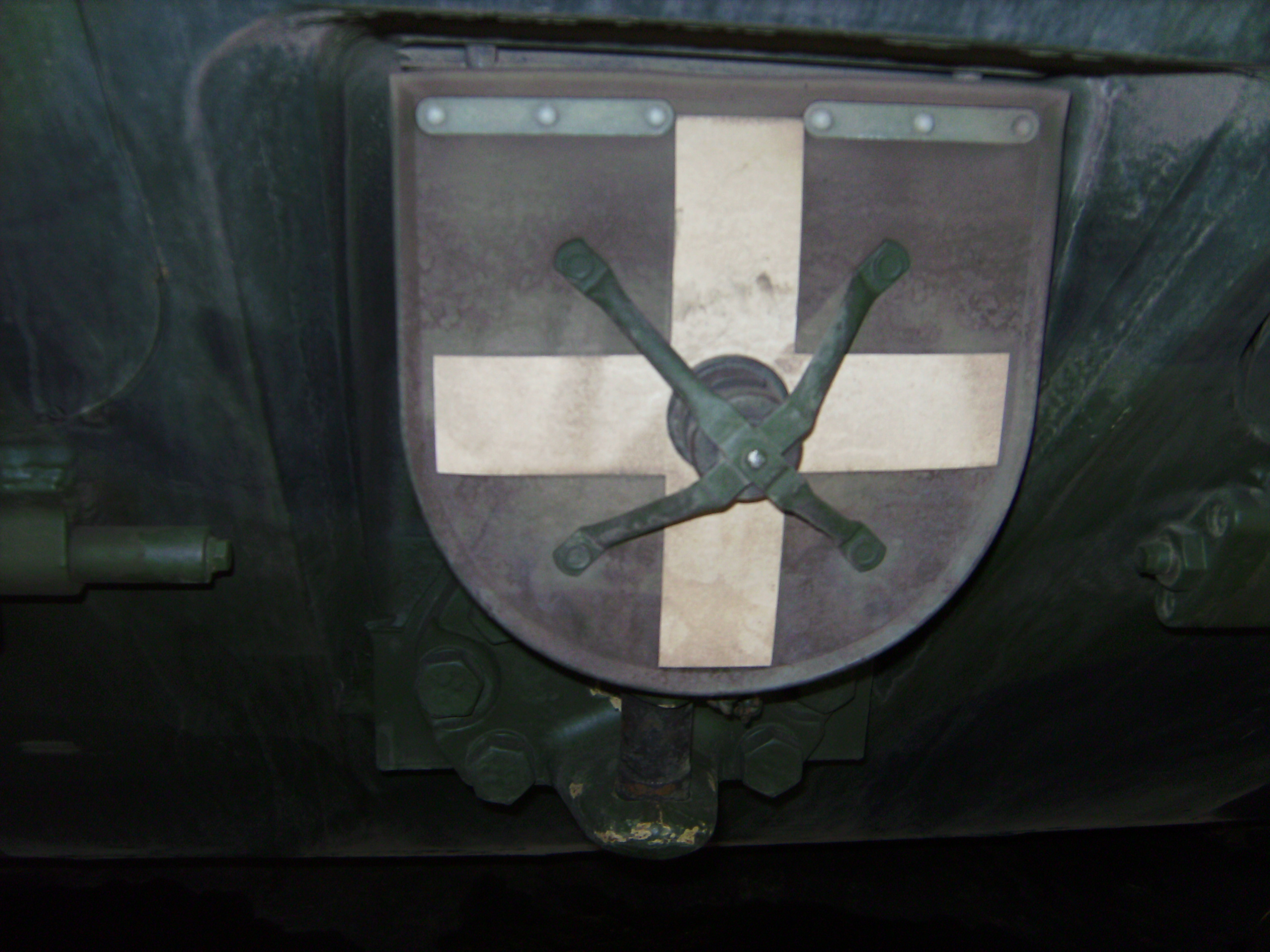
Leitkreuz Gesamtansicht

Das Leitkreuz ist Teil der Beleuchtungsanlage militärischer Landfahrzeuge der Bundeswehr. Um gegnerischen Kräften keine Anhaltspunkte zu bieten, kann bei Dunkelheit zur Fahrt unter Gefechtsbedingungen die Straßen-Fahrbeleuchtung beispielsweise von Panzern und Lastkraftwagen durch das sogenannte Tarnlicht ersetzt werden. Das Leitkreuz ist bei Fahren unter Tarnlicht (schwach) beleuchtet und hilft dem nachfolgenden Fahrzeug in der Kolonne, die Position und den Abstand des vorausfahrenden Fahrzeuges zu erkennen. Die Beleuchtung des Leitkreuzes ist dabei so schwach, dass es bei Abwesenheit anderer Lichtquellen mit bloßem Auge nur wenige Meter weit sichtbar ist.
Die Tarnbeleuchtung hat vier Stufen, das Leitkreuz leuchtet bei eingeschalteter Stufe 1 und 3.
Das Leitkreuz (auch Tarnlicht-Leitkreuz genannt) befindet sich am Heck eines Fahrzeuges und ist für gewöhnlich nach oben etwas verdeckt angebracht. Es besteht aus einer grünen Gummiplatte mit einem aufgemalten weißen Kreuz. Auf dem Schnittpunkt der Kreuzbalken ist ein kleiner Lampenkörper befestigt, in dem sich eine Glühlampe (24 Volt/4 Watt) befindet. Durch vier Öffnungen im Lampenkörper werden die weißen Kreuzbalken gezielt beleuchtet. Zur Stabilisierung und zum Schutz der Lampe ist ein kreuzförmiges Gerüst aus dünnen Stahlröhrchen angebracht. Die Gummiplatte ist flexibel befestigt, so dass sie bei Fahrten im Gelände möglichst nicht beschädigt oder abgerissen wird.
Bei Kolonnenfahrt in der Dunkelheit sollte in der Regel mindestens die Stufe 1 des Tarnkreises verwendet werden. Das in diesem Zustand beleuchtete Leitkreuz stellt das Minimum dessen dar, was der nachfolgende Kraftfahrer zur Orientierung benötigt. Dies gilt insbesondere bei Fahrten auf Waldwegen, wo nachts kein oder kaum Umgebungsrestlicht vorhanden und das vorausfahrende Fahrzeug nur noch zu erahnen ist.
Fahrten mit dem Leitkreuz bzw. dem Tarnlicht überhaupt sind nur auf Befehl durchzuführen und im öffentlichen Straßenverkehr zu Friedenszeiten nicht gestattet.

## Quelle
- Technische Dienstvorschrift (TDv) 2320/047 der Bundeswehr (LKW  MAN 7 to gl) Teil 12
- Zentrale Dienstvorschrift (ZDv) 43/2 der Bundeswehr (Kraftfahrwesen)